# Kwiecień 2007

## 1 kwietnia2007
- Arcybiskup Kazimierz Nycz objął urząd metropolity warszawskiego. (gazeta.pl)
- Co najmniej 13 osób zginęło a kilkanaście uznano za zaginione w wyniku dwóch trzęsień ziemi oraz tsunami na Wyspach Salomona. (CNN.com)

## 2 kwietnia2007
- Kościół katolicki w Polsce obchodzi drugą rocznicę śmierci Jana Pawła II. Kościelne uroczystości w Rzymie zapoczątkowały drugi etap procesu beatyfikacji zmarłego papieża Polaka.
- Prezydent Ukrainy Wiktor Juszczenko rozwiązał parlament. Koalicyjni deputowani zwołali nadzwyczajne posiedzenie, na którym stwierdzili, że nie podporządkują się „przestępczej” – jak określili – decyzji prezydenta. (wiadomosci.wp.pl)

## 3 kwietnia2007
- Francuski szybki pociąg TGV pobił światowy rekord prędkości dla pociągu na szynach, osiągając 574,8 km/godz. Poprzedni rekord z 1990 r. również należał do TGV i wynosił 515 km/godz.(wiadomosci.wp.pl)

## 4 kwietnia2007
- Premier Ukrainy Wiktor Janukowycz oświadczył, że prezes ukraińskiego sądu konstytucyjnego Iwan Dombrowski zrezygnuje tego samego dnia z urzędu z powodu wywieranych na niego nacisków. Sąd konstytucyjny miał zadecydować, czy decyzja prezydenta ws. rozwiązania parlamentu z 2 kwietnia była zgodna z prawem. (Gazeta.pl)

## 5 kwietnia2007
- Na warszawskim Torwarze odbywa się pierwszy w Polsce koncert niemieckiej grupy Tokio Hotel.
- W Kościele katolickim i obrządkach wschodnich oraz w Cerkwi prawosławnej obchodzony był Wielki Czwartek, święto upamiętniające Ostatnią Wieczerzę. Podczas mszy w katedrze na Wawelu kardynał Dziwisz, w kazaniu stwierdził, że Lustracja nie tylko odsłania trudną prawdę o minionym czasie, ale także rani, krzywdzi wielu ludzi, dezintegruje środowiska i całe społeczeństwo. (info.wiara.pl). W Kalwarii Zebrzydowskiej rozpoczęła się inscenizacja misterium męki Pańskiej. (wiadomosci.onet.pl)
- Na polecenie prezydenta Mahmuda Ahmadineżada władze Iranu uwolniły 15 brytyjskich żołnierzy uwięzionych 23 marca w Zatoce Perskiej. (BBC)

## 6 kwietnia2007
- W Kościele katolickim i obrządkach wschodnich oraz w Cerkwi prawosławnej obchodzony jest Wielki Piątek, święto upamiętniające śmierć Jezusa Chrystusa. W Warszawie arcybiskup Kazimierz Nycz w kazaniu skierowanym do kilku tysięcy uczestników drogi krzyżowej stwierdził, że naszym powołaniem jest miłość do Boga i ludzi. (Dziennik.pl)
- Prezydent Rwandy Paul Kagame zadecydował o uwolnieniu, po dwóch (zamiast przewidzianych piętnastu) latach pozbawienia wolności, Pasteura Bizimungu, prezydenta kraju w okresie po ludobójstwie dokonanym na przedstawicielach grupy etnicznej Tutsi w 1994 roku (cnn.com).
- Do dymisji podało się Dowództwo Operacyjne odpowiedzialne m.in. za operacje zagraniczne Wojska Polskiego. (onet.pl)

## 7 kwietnia2007
- W kościele katolickim i obrządkach wschodnich oraz prawosławnych obchodzona była Wielka Sobota, święto upamiętniające złożenie do grobu Jezusa Chrystusa. (wiadomosci.onet.pl) Arcybiskup Nycz podczas homilii w czasie mszy św. Wigilii Paschalnej, powiedział, że Musimy uwierzyć, że tak jak grób Jezusa, także nasz będzie pusty. A nad pustym grobem się nie płacze. (wiadomosci.wp.pl)

## 8 kwietnia2007
- W kościele katolickim i obrządkach wschodnich oraz w cerkwiach prawosławnych obchodzona była uroczystość Wielkanocy, święto upamiętniające zmartwychwstanie Jezusa Chrystusa. (wiadomosci.wp.pl). Polscy żołnierze na misjach pokojowych w Bośni i Hercegowinie, Iraku, Afganistanie i na Wzgórzach Golan uczestniczyli w mszach świętych oraz wielkanocnych poczęstunkach (mon.gov.pl)
- Papież Benedykt XVI wygłosił tradycyjne orędzie wielkanocne Urbi et Orbi, gdzie m.in. wyraził żal w związku z tym, że trwający konflikt w Iraku jest „nieustanną rzeźnią” (bbc.co.uk).
- Polscy hierarchowie w wielkanocnych homiliach nawiązywali do bieżących problemów. Przewodniczący Konferencji Episkopatu Polski abp Józef Michalik stwierdził, że Europa wstydzi się Boga. Z kolei administrator diecezji płockiej bp Roman Marcinkowski powiedział, iż aborcja i eutanazja są poniżeniem człowieka. (onet.pl) ( Wikinews)

## 9 kwietnia2007
- Platforma Obywatelska przygotowała raport, w którym stwierdza, że prezydent Lech Kaczyński popełnił przestępstwo dokonując zmian w raporcie Macierewicza o likwidacji WSI. (gazeta.pl, neewswek, wprost)
- Zmarł czeski poeta i były dysydent Egon Bondy, jeden z symboli opozycji antykomunistycznej w Czechosłowacji i najciekawszych literatów wschodnioeuropejskich. (onet.pl)

## 10 kwietnia2007
- Prezydent Ekwadoru Rafael Correa podpisał dekret wzywający rząd do skuteczniejszej ochrony zagrożonych Wysp Galapagos. (CNN.com)

## 11 kwietnia2007
- W wieku 84 lat zmarł Kurt Vonnegut, amerykański pisarz i publicysta, kojarzony z literaturą postmodernistyczną i science-fiction. (New York Times)
- Były prezydent Aleksander Kwaśniewski spotkał się w Kijowie z premierem Ukrainy Wiktorem Janukowyczem, z szefem Rady Najwyższej Ołeksandrem Morozem oraz z liderką opozycji parlamentarnej Julią Tymoszenko. Celem rozmów jest rozwiązanie kryzysu politycznego na Ukrainie. (gazeta.pl)
- Policja brazylijska aresztowała 15 osób, w tym policjantów i biznesmenów, podejrzanych o udział w jednym ze „szwadronów śmierci”, który od 5 lat w stanie Pernambuco zabijał na zlecenie 3-4 osoby tygodniowo oraz handlował bronią i narkotykami. (CNN.com)

## 12 kwietnia2007
- W wyniku dwóch samobójczych zamachów w Bagdadzie zginęło co najmniej 10 osób na zniszczonym moście al-Sarafiya i 8 osób z kawiarenki w zamkniętej strefie irackiego parlamentu. Co najmniej 46 innych zostało rannych. (CNN.com)

## 13 kwietnia2007
- Sejm odrzucił projekty poprawek LPR i PiS do art. 30 i 38 Konstytucji RP, zmierzające do zapisania w niej ochrony prawnej godności i życia człowieka od chwili poczęcia, praw kobiet ciężarnych do pomocy władz publicznych oraz ochrony życia ludzkiego do naturalnej śmierci. Żaden z pięciu wariantów zgłoszonych poprawek nie zyskał w Sejmie kwalifikowanej większości 2/3 głosów.
- Google Inc. ogłosiło zawarcie umowy na zakup przedsiębiorstwa DoubleClick od Hellman&Friedman i JMI Equity za 3,1 miliarda dolarów amerykańskich. (internetstandard.pl, BusinessWeek)
- W Watykanie odbyła się prezentacja pierwszej książki Benedykta XVI – „Jezus Z Nazaretu” – kardynał Ratzinger napisał ją, jeszcze zanim został papieżem (wiara.pl).

## 14 kwietnia2007
- Marek Jurek, marszałek sejmu zrezygnował z członkostwa w PiS. Marszałek opuścił posiedzenie rady partii wraz z posłami Arturem Zawiszą, Marianem Piłką, Dariuszem Kłeczkiem i Małgorzatą Bartyzel. Przyczyną sporu był konflikt wokół poprawek dotyczących art. 30 i 38 Konstytucji RP. (tvn24.pl)

## 15 kwietnia2007
- W wieku 79 lat zmarł Jerzy Janicki, pisarz, dziennikarz i scenarzysta, twórca powieści radiowej Matysiakowie. (wiadomosci.polska.pl)

## 16 kwietnia2007
- W dwóch strzelaninach na kampusie uniwersytetu Virginia Tech w Blacksburg w stanie Wirginia w USA zginęły 34 osoby. (Wikinews)

## 18 kwietnia2007
- UEFA zadecydowała w Cardiff, że Mistrzostwa Europy w Piłce Nożnej w 2012 roku zorganizują wspólnie Polska i Ukraina. (Wikinews)
- Co najmniej 171 osób zginęło w sześciu zamachach terrorystycznych w Bagdadzie. Wybuch samochodu-pułapki na targowisku Sadrija w centrum stolicy Iraku zabił 122 i ranił co najmniej 150 osób cywilnych. (CNN.com)
- Została wydana nowa wersja klienta poczty elektronicznej Mozilla Thunderbird (dobreprogramy.pl)

## 19 kwietnia2007
- Prezydent Rumunii Traian Băsescu został zawieszony w swoich uprawnieniach przez opozycyjny wobec niego parlament. Antyprezydencką inicjatywę socjalistów poparło 322 z 465 parlamentarzystów, 108 było przeciw. (Gazeta.pl)
- W wieku 67 lat zmarł w Princeton polski astronom Bohdan Paczyński. (gazeta.pl)

## 20 kwietnia2007
- W wieku 69 lat zmarł w Warszawie polski aktor Jan Kociniak. (onet.pl)
- Zarząd Banku Światowego zadeklarował, że w przyszłym tygodniu podejmie decyzję w sprawie losu swego obecnego prezydenta Paula Wolfowitza, oskarżonego o niezgodne z przepisami podniesienie pensji swojej podwładnej będącej zarazem jego partnerką. (Reuters)

## 21 kwietnia2007
- Ulicami Krakowa przeszedł Marsz Tolerancji w proteście przeciwko homofobii oraz kontrmanifestacja zorganizowana przez Młodzież Wszechpolską, Marsz Tradycji i Kultury. (rzeczpospolita.pl, gazeta.pl)
- W Nigerii odbyły się wybory prezydenckie.

## 22 kwietnia2007
- We Francji odbyła się pierwsza tura wyborów prezydenckich. O mandat ubiegało się dwunastu kandydatów. Do drugiej tury weszli: prawicowy Nicolas Sarkozy (30,4% głosów) oraz socjalistka Ségolène Royal (24,7%). Centrowy François Bayrou otrzymał 18,5% poparcie. Wybory odbyły się przy wysokiej, ponad 87-procentowej frekwencji. ( Wikinews)
- W walkach sił somalijskich i etiopskich, wspierających rząd w Mogadiszu, z powstańcami islamskimi zginęło co najmniej 47 osób, a ponad 70 zostało rannych. (wp.pl)

## 23 kwietnia
- Podano do wiadomości wyniki wyborów prezydenckich w Nigerii. Zgodnie z przewidywaniami zwyciężył Umaru Yar’Adua, popierany przez odchodzącego prezydenta Oluseguna Obasanjo. Niezależni obserwatorzy uznali te wybory, jak i o tydzień wcześniejsze wybory stanowe za sfałszowane. (Gazeta.pl)
- W wieku 76 lat w Jekaterynburgu zmarł na serce były prezydent Rosji Borys Jelcyn. (Onet.pl)

## 24 kwietnia
- W Polsce uczniowie trzecich klas gimnazjów pisali egzamin gimnazjalny z części humanistycznej. Na następny dzień przewidziano część matematyczno-przyrodniczą. (Rzeczpospolita)
- Parlament dystryktu Meksyk zalegalizował aborcję w pierwszym trymestrze ciąży.

## 25 kwietnia2007
- Barbara Blida, była posłanka SLD i minister budownictwa, popełniła samobójstwo. Śmierć nastąpiła podczas rewizji ABW w jej domu w Siemianowicach Śląskich. (Onet.pl)
- Rada Polityki Pieniężnej podniosła stopy procentowe NBP o 0,25 pkt. procentowego. Po raz pierwszy od dłuższego czasu podniesiono w Polsce m.in. stopę referencyjną (z 4,00% do 4,25%). (nbp.pl)

## 26 kwietnia2007
- W Tallinnie wybuchły zamieszki wywołane próbą usunięcia pomnika żołnierzy radzieckich. Jedna osoba zmarła, a 300 aresztowano.
- Parlament Europejski uchwalił rezolucję w sprawie homofobii w Europie, w której 12 na 18 punktów dotyczyło Polski. Wezwał „władze polskie do publicznego potępienia oświadczeń osób publicznych wzywających do dyskryminacji i nienawiści ze względu na orientację seksualną i do zastosowania środków przeciwko tego rodzaju wystąpieniom.” (gazeta.pl)

## 27 kwietnia2007
- Ludwik Dorn został wybrany Marszałkiem Sejmu z liczbą głosów 235, przewagą 46 głosów. Kontrkandydat Bronisław Komorowski z Platforma Obywatelska Rzeczypospolitej Polskiej przegrał z liczbą 189 głosów. (tvn24.pl)
- W Tallinnie trwały rozruchy spowodowane decyzją rządu o usunięciu Brązowego Żołnierza – pomnika żołnierzy radzieckich. Decyzja estońskiego rządu wywołała protesty w Rosji i zaostrzenie stosunków dyplomatycznych pomiędzy tym państwem a Estonią. (Gazeta.pl)

## 28 kwietnia2007
- Komitet Katyński zaapelował o usunięcie pomników radzieckich, upamiętniających jego zdaniem okupację Polski (wp.pl)

## 29 kwietnia2007
- Kilkaset tysięcy laickich Turków protestowało w Stambule przeciw proislamskiemu rządowi i jego kandydatowi na prezydenta, wicepremierowi i ministrowi spraw zagranicznych Abdullahowi Gülowi. Gül był kandydatem rządzącej Partii Sprawiedliwości i Rozwoju w wyborach, które odbywały się w tureckim parlamencie. 27 kwietnia, w pierwszej turze wyborów, zabrakło mu 10 głosów do wymaganej w parlamencie większości. (Gazeta.pl)

## 30 kwietnia2007
- Prezydent Wenezueli Hugo Chávez ogłosił plan wyjścia Wenezueli z Międzynarodowego Funduszu Walutowego i Banku Światowego będący krokiem w odchodzeniu kraju od kapitalizmu. (Wall Street Journal)